# NATO's flag
NATOs flag er det officielle flag for den internationale forsvarsalliance NATO. Det er opbygget af en marineblå baggrund (Pantone 280) med en hvid kompasrose ovenpå, hvorfra der udgår fire hvide linjer. Flaget blev indført 14. oktober 1953.

## Dimensioner
Ifølge NATOs hjemmeside er flagets dimensioner som følger:
- Længde: 400 (enheder)
- Bredde: 300
- Kompasrose: 150
- Cirklen bag kompasrosen, diameter: 115
- Afstand mellem kompasrosen og de fire hvide linjer: 10
- Afstand mellem de hvide linjer og flagets kant: 30[1]